# Souleymane Sèye Ndiaye
Souleymane Sèye Ndiaye est un acteur et mannequin sénégalais né le 30 juillet 1982 à Kaolack[réf. souhaitée].

## Biographie
Ndiaye se passionne de cinéma dès le jeune âge et joue des sketches dans le cadre scolaire. Il continue à exercer dans sa jeunesse à Dakar avec la troupe théâtrale « le Baobab ».
Il intègre ensuite le milieu de la mode en tant que mannequin. En 2005, il fait sa première apparition dans le magazine Thiof et a ensuite enchaîné les défilés avec Soufyno Moda, Sira Vision, la Dakar Fashion Week et est élu Golden Boy de l'Afrique de l'ouest en 2007,.
C'est dans ce milieu qu'il fut repéré par le réalisateur Moussa Touré pour son premier grand rôle.
Il apparaît dans deux courts métrages avant de tenir le rôle principal dans La Pirogue de Moussa Touré. Ce film qui traite de l'immigration clandestine a été présenté au Festival de Cannes ainsi qu'en compétition officielle au Festival international du film francophone de Namur (FIFF). Il remporte le Trophée francophone du meilleur film à Dakar en juin 2013.
Souleymane tourne ensuite dans le film d'artistes Intercourses du réalisateur danois Jesper Just. Puis il part à New York pour le tournage du film Des étoiles (FIFF 2013) sous la direction de la réalisatrice Dyana Gaye. Il remporte pour ce film le Trophée francophone de la meilleure interprétation masculine dans un second rôle puis il participe à l’atelier « Échanges de Talent(s) » du FIFF.
L'acteur joue un soldat dans le téléfilm La Permission de Philippe Niang avant de donner la réplique à Lætitia Dosch dans Jeune femme de Léonor Serraille, film d’ouverture du FIFF 2017, qui lui permet de remporter le Prix du meilleur second rôle au Festival Jean Carmet.
Souleymane dit Julo apparaît dans des clips musicaux de chanteurs sénégalais de renommée.
Il apparaît ensuite dans les séries à succès Golden et Salma où il tient le rôle de Jams et Rachid.

## Filmographie
- 2012 : La Pirogue, rôle principal
- 2013 : Intercourses
- 2013 : Des étoiles, second rôle
- 2015 : La permission
- 2017 : Jeune femme, second rôle
- 2018 : Fortuna

## Télévision
- 2018 : L'isola di Pietro (it) saison 2
- 2019 : ZeroZeroZero, second rôle
- 2019 : Golden (Jamil "James" Gaye) par Marodi TV
- 2020 : Wara, rôle principal (Ganka Barry)
- 2022 : Salma, second rôle  (Abdoul Rachid Bathily)
- 2022 : Le Sale Type, second rôle  (Lumumba)

## Clips musicaux
- Thione Seck, Diaga (2010)
- Viviane Chidid, Rétane (2014)

## Prix et distinctions
- Trophée francophone de la meilleure interprétation masculine dans un second rôle, Des étoiles, Trophées francophones du cinéma 2014

- Prix du meilleur second rôle au Festival Jean Carmet de Moulins, Jeune femme

- Nomination au sotigui awards dans la catégorie du meilleur acteur série tv en 2020